# Gochnatia argentina
Gochnatia argentina là một loài thực vật có hoa trong họ Cúc. Loài này được (Cabrera) Cabrera mô tả khoa học đầu tiên năm 1950.